# Stema orașului Tiraspol

Stema municipiului Tiraspol.

Stema orașului Tiraspol, capitala auto-proclamatei Republici Moldovenești Nistrene, este formată dintr-un scut pe care este desenat oblic fluviul Nistru (din partea stângă sus în partea dreaptă jos), având dedesubt imaginea stilizată a unui ciorchine de struguri de culoare galbenă pe un fundal verde și deasupra o roată dințată (simbolul industriei) pe un fundal roșu. Cele două simboluri se referă la principalele activități economice ale orașului, industria grea și viticultura. Principalele două culori, roșu și verde, sunt cele de pe drapelul Republicii Moldovenești Nistrene.
Stema poartă inscripția 1792 cu referire la anul în care a fost fondat orașul. Sărbătoarea orașului este celebrată în fiecare an la data de 14 octombrie .